# Rocket Pictures
«Rocket Pictures» — британская кинокомпания, основанная в 1996 году Элтоном Джоном для производства фильмов и телепроектов на семейную и музыкальную тематику.
Компания, основанная в 1996 году, заключила десятилетний контракт с The Walt Disney Company и в настоящее время заключает сделки с Paramount Pictures.

## Фильмография

### The Walt Disney Company
- Элтон Джон: Истерики и тиары (1997)
- Женские сплетни (1999)
- Мальчик в девочке (2006)
- Гномео и Джульетта (2011)

### 20th Century Fox
- Шерлок Гномс (2018)[3][4]
- Рокетмен (2019)[5][6]
- Will Gallows and the Snake-Bellied Troll (TBA)[7]
- N.E.R.D.S. (TBA)[8]
- Иосиф и его удивительный плащ снов (TBA)[9][10]